# とびだせヤクルトスワローズ
『とびだせヤクルトスワローズ』は、日本プロ野球のセントラル・リーグに属する東京ヤクルトスワローズの旧球団歌。1975年（昭和50年）から2008年（平成20年）まで使用された。作詞・菅野さほ子（星野哲郎）、作曲・鈴木淳。

## 解説
1973年（昭和48年）11月に愛称を「アトムズ」から国鉄時代の1965年（昭和40年）以来となる「スワローズ」に戻したことを契機に、1969年（昭和44年）から使用されていたアトムズ時代の「アトムズマーチ」に代わる新球団歌として1975年（昭和50年）に発表された。同年には広島東洋カープの2代目（現行）球団歌「それ行けカープ 〜若き鯉たち〜」も発表されている。創唱は、歌唱力では球界随一と言われたエースピッチャー・松岡弘により吹き込まれた。シングルレコードの発売元は東芝EMI（現在のユニバーサルミュージック・EMI Records）で、初期のジャケットでは「とびだせヤクルト・スワローズ」と中点が入っていた。作詞者の「菅野さほ子」は星野哲郎のペンネームだが、これは星野が日本クラウンと専属契約を結んでいたため他社で仕事をする際に使用していたもので、他には「ひとり酒」や「砂の枕」でもこの名義を使用している。
1番に他のセ・リーグ（虎・鯨・竜・鯉・巨人）5球団を倒すことを連想する内容の歌詞が含まれている。ヤクルト球団の選手別応援歌CD（1992年 - 1996年および1998年・1999年・2002年にリリース）のうち1992年版以外には本楽曲が収録されているが、1996年版以降は曲名が「新・とびだせヤクルトスワローズ」に変更され、歌詞も横浜大洋ホエールズ（1993年シーズンより「横浜ベイスターズ」へ球団名変更）に相当する「鯨」の箇所が改変されている。
2009年（平成21年）には林田健司が提供した「We Are The Swallows」が新球団歌として制定されたため、同年以降「とびだせ〜」は使用されなくなったが明治神宮野球場に河合楽器製の「ドリマトーン」が設置されていた時期には演奏される事があった。応援団によっては、8回裏ないし8・9回表のスワローズ攻撃前に本楽曲がトランペットで演奏される場合がある。
文化放送ホームランナイターにはかつて、番組終了時に勝利チームの応援歌や球団歌を流す演出があり、スワローズ勝利の際は本楽曲を使用していた。ニッポン放送ショウアップナイターでも同様の構成をとっていた時期（〜2004年）があったが、こちらは『東京音頭』を用いていた。現在は、両中継ともそのような演出は実施していない。
坂上二郎が後年発表した「スワローズ賛歌」においても、当楽曲の1番の歌詞のみであるが、坂上の歌う2番と3番の間に転用されている。

## 歌詞
1. 男が大地の花と咲く 野球はドラマだ人生だ  虎を生け捕りベイスターズ倒し  竜を飲み込み鯉を釣り  巨人の星をうちおとし  とびだせヤクルトスワローズ
2. 一球一心命がけ  投げ込む速球変化球  燃える闘魂涼しい眉に  秘めてピンチを切り抜けりゃ  大逆転の時が待つ  とびだせヤクルトスワローズ
3. 汗と涙で磨かれた  男にゃ似合うぜユニホーム  ロードゲームの疲れも知らず  桧舞台の神宮で  火をふく猛打鉄の守備  とびだせヤクルトスワローズ
4. おまえがガッツな主役なら  オレはシュアーな脇役だ  チームワークが勝利の道だ  野球の涙はグランドで  晴らせ男の意地かけて  とびだせヤクルトスワローズ

## 収録曲
1. とびだせヤクルトスワローズ
2. スワローズ親衛隊の歌